# Kentwood (Michigan)
Kentwood ist eine Stadt im Kent County des Bundesstaates Michigan der Vereinigten Staaten. Das U.S. Census Bureau hat bei der Volkszählung 2020 eine Einwohnerzahl von 54.304 ermittelt.

## Geographie
Kentwood ist Vorstadt des im Norden angrenzenden Grand Rapids. Im Osten grenzt sie an die Cascade Township, im Südosten an die Gaines Township, im Südwesten an Cutlerville und im Westen an Wyoming.

## Geschichte
Die Ortschaft wurde 1839 von Joel Guild gegründet. Sie erhielt den Namen Paris Township, benannt nach Guilds vorherigem Wohnort Paris in New York. 1967 erwarb die Siedlung das Stadtrecht und wurde in Kentwood umbenannt, nach dem Juristen James Kent, der auch namensgebend für das County ist.

## Demographie
Laut dem United States Census 2000 lebten 45.255 Einwohner in 18.477 Haushalten. Das Durchschnittsalter betrug 32,4 Jahre. Die Bevölkerung setzte sich aus 80,9 % Weißen, 9,1 % Schwarzen und 5,6 % Asiaten zusammen. Die Arbeitslosenrate betrug 2,9 %, das durchschnittliche Haushaltseinkommen 45.812 US-Dollar im Jahr.

## Wirtschaft und Infrastruktur
Mehrere Buslinien verbinden Kentwood mit Grand Rapids und anderen umliegenden Ortschaften. Östlich der Stadt befindet sich der Gerald R. Ford International Airport, der  Flüge zu 15 Flughäfen in den USA und nach Toronto anbietet. Außerdem hat die Stadt Anbindung an die Interstate 96 und die Michigan Highways M-6, M-11 und M-37. 
Die öffentlichen Schulen des Schulbezirks Kenwood beinhalten elf Elementary Schools, drei Middle Schools und drei High Schools mit insgesamt etwa 8800 Schülern.